# 첨성대의 달
《첨성대의 달》은 2002년 9월 22일에 KBS 2TV에서 방영된 추석 특집 드라마이며 노현희가 연극 <사랑을 주세요> 출연 당시 해당 작품에서 《전국노래자랑》에 참가해 1등을 하는 주희 역을 맡아 후회없을 정도로 많은 노래를 부른 데다 2002년 8월 24일부터 이성미의 후임 MC로 발탁된 SBS TV <토요스타클럽> - 이성미 하차 후 2002년 8월 29일부터 고정 패널 발탁된 SBS TV 《순간포착 세상에 이런일이》- 2002년 10월 21일부터 이병진의 뒤를 이어 DJ로 발탁된 KBS 제2라디오 《2시가 좋아》- 2002년 11월 4일 시작된 iTV 월~목 9시 30분 일일드라마 《해바라기 가족》캐스팅 탓인지 2002년 11월 말 성대 결절 진단을 받았고 이로 인해 <토요스타클럽>에서는 2002년 9월 28일 방영분을 끝으로 빠졌다.
한편, 음반업계 종사자와 두 번째 결혼을 하면서 1999년 4월 종영된 KBS 1TV 아침 TV 소설 《은아의 뜰》을 끝으로 연기활동을 중단한 뒤 2000년 5월부터 호주로 유학을 떠났으나 두 번째 이혼을 하여 2002년 1월 귀국한 후 같은 해 7월 19일 방영된 《베스트극장》'베일 속의 키스'로 안방극장에 돌아온 뒤 해당 작품 등 단막-특집극 위주로 활동해 온 이일화 (민숙 역)가 iTV 《해바라기 가족》을 통해 연속극 복귀를 했지만 2003년 5월 27일부터 SBS 《야인시대》 에 이영숙 역으로 중도합류하여 메이저 연속극에 돌아오기도 했으며 이 작품에 2003년 2월 25일부터 임화수 역으로 중도합류한 사람이자 이일화의 SBS 공채 2기(92년 3월) 동기인 최준용은 1991년 군 제대 후 같은 해 3월 MBC 20기 - 4월 KBS 공채 14기(김하균(병섭 역) 노현희(주희 역)가 이 기수 출신) 탤런트 시험에 응시했으나 탈락했고 곽진영 김정난 (본명 김현아)이 대학교 1학년(곽진영) 고등학교 3학년(김정난)(당시 김현아)이던 1989년 11월 MBC 공채 19기(김명수(영찬 역)가 이 기수 출신)에 응시했지만 탈락한 뒤 MBC 20기(곽진영) KBS 14기(김정난)(당시 김현아)로 데뷔했다.

## 등장 인물

### 주요 인물
- 이혜숙 : 순영 역
- 김하균 : 병섭 역
- 맹세창 : 훈식 역

### 그 외 인물
- 노현희 : 주희 역
- 김명수 : 영찬 역
- 김학철 : 황사장 역
- 박철호 : 현식 역
- 이일화 : 민숙 역
- 강이슬 : 미경 역
- 최용민 : 봉택 역
- 김지영 : 윤씨 역
- 이한위